# Estrella Galicia

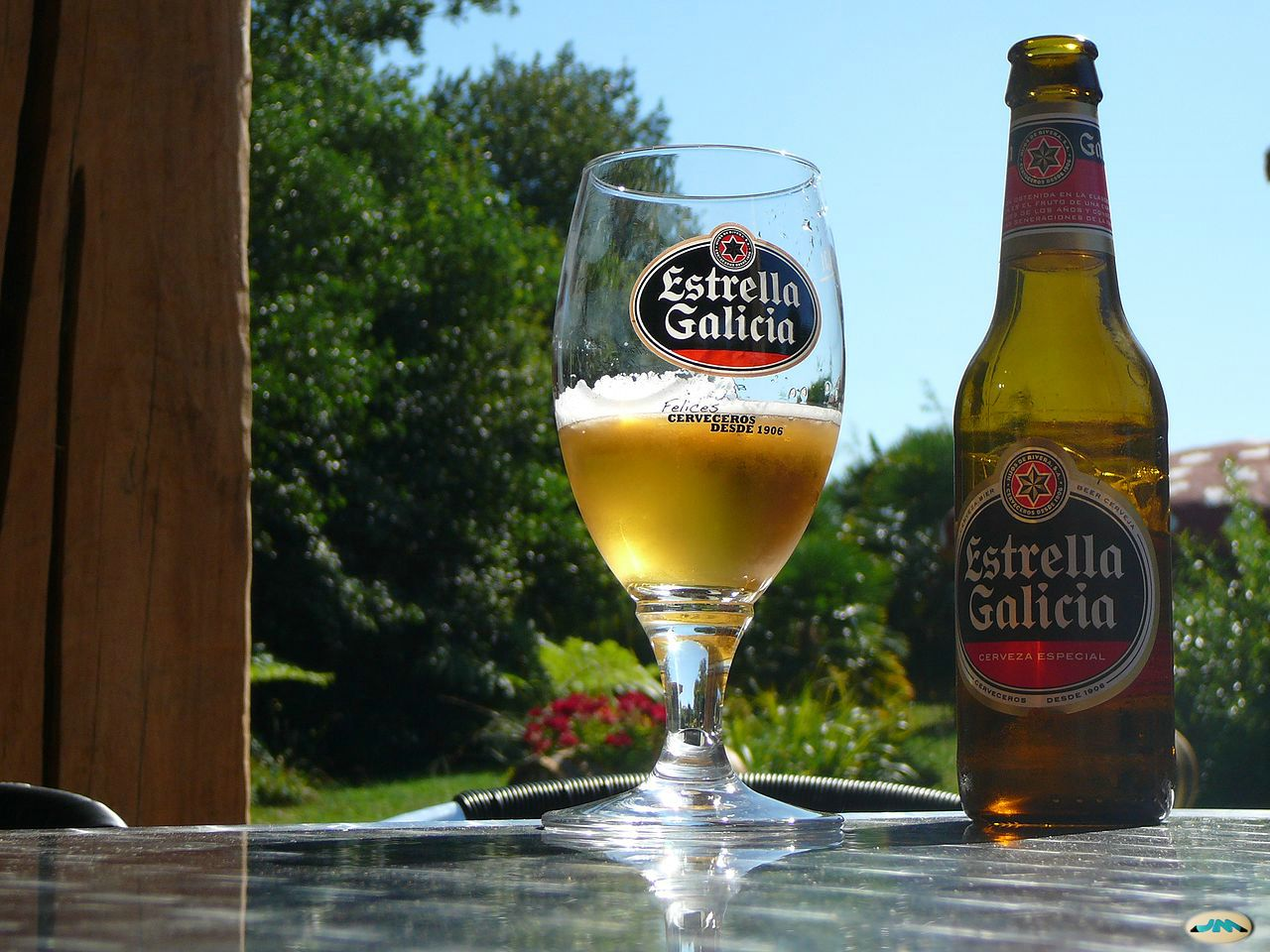
Estrella Galicia

Estrella Galicia är ett ljust galiciskt öl. Det ägs och bryggs av bryggeriet Hijos de Rivera. Ölet och bryggeriet grundades av José María Rivera Corral.